# Retamal de Llerena
Retamal de Llerena és un municipi de la província de Badajoz a la comunitat autònoma d'Extremadura, a la comarca de Campiña Sur. Es troba al límit nord de la Campiña Sur, al peu de la serra de Los Argallanes. El seu nom indica que pertany al partit judicial de Llerena, encara que estigui bastant lluny. Està dintre de l'àrea d'influència del poble de Zalamea de la Serena.

## Relleu i clima
L'altitud del terme municipal oscil·la entre els 630 m. i els 480 m. al límit sud. Diversos rierols recorren el municipi desembocant al riu Guadámez.
El clima és de tipus mediterrani, amb una temperatura mitjana anual de 15,9 °C. La població gaudeix d'uns hiverns suaus amb temperatures mitjanes de 8,8 °C i absolutes de fins a -3,6 °C. Els estius són secs i molt calorosos.

## Demografia
Com s'observa al quadre, la població de Retamal ha mantingut un creixement regular i continuat, fins a mitjans del segle xx quan arriba a la seva màxima població. A partir de 1950 la forta emigració que va patir la zona ha fet que en només trenta anys gairebé un 70% dels habitants del municipi abandonaren el poble.
L'emigració va produir un profund envelliment d'aquesta població i per tant, un augment en la taxa de mortalitat i una davallada en la taxa de natalitat. A conseqüència, s'ha produït un creixement natural negatiu als últims anys.
| Variació demogràfica del municipi entre 1900 i 2007 | Variació demogràfica del municipi entre 1900 i 2007 | Variació demogràfica del municipi entre 1900 i 2007 | Variació demogràfica del municipi entre 1900 i 2007 | Variació demogràfica del municipi entre 1900 i 2007 | Variació demogràfica del municipi entre 1900 i 2007 | Variació demogràfica del municipi entre 1900 i 2007 | Variació demogràfica del municipi entre 1900 i 2007 | Variació demogràfica del municipi entre 1900 i 2007 | Variació demogràfica del municipi entre 1900 i 2007 | Variació demogràfica del municipi entre 1900 i 2007 | Variació demogràfica del municipi entre 1900 i 2007 | Variació demogràfica del municipi entre 1900 i 2007 | Variació demogràfica del municipi entre 1900 i 2007 | Variació demogràfica del municipi entre 1900 i 2007 | Variació demogràfica del municipi entre 1900 i 2007 | Variació demogràfica del municipi entre 1900 i 2007 |
| --------------------------------------------------- | --------------------------------------------------- | --------------------------------------------------- | --------------------------------------------------- | --------------------------------------------------- | --------------------------------------------------- | --------------------------------------------------- | --------------------------------------------------- | --------------------------------------------------- | --------------------------------------------------- | --------------------------------------------------- | --------------------------------------------------- | --------------------------------------------------- | --------------------------------------------------- | --------------------------------------------------- | --------------------------------------------------- | --------------------------------------------------- |
| 2007                                                | 2001                                                | 1991                                                | 1981                                                | 1970                                                | 1960                                                | 1950                                                | 1940                                                | 1930                                                | 1920                                                | 1910                                                | 1900                                                | 1897                                                | 1887                                                | 1877                                                | 1860                                                | 1857                                                |
| 491                                                 | 531                                                 | 597                                                 | 661                                                 | 917                                                 | 1788                                                | 2081                                                | 1795                                                | 1685                                                | 1348                                                | 1137                                                | 863                                                 | 765                                                 | 761                                                 | 582                                                 | 452                                                 | 382                                                 |